# Thư gửi ông Philêmon
Phi-lê-môn là một sách trong Thánh Kinh Tân Ước. Đây là bức thư do sứ đồ Phao-lô gửi cho Phi-lê-môn, một nhân vật quyền quý, là thuộc viên của Hội Thánh Cô-lô-se.

## Tác giả
Tác giả thư Phi-lê-môn là Sứ đồ Phao-lô. Tên tác giả được ghi nhận trong lời chào trong phần mở đầu của bức thư (1:1).

## Bối cảnh
Ô-nê-sim là một nô lệ của Phi-lê-môn, đã bỏ chủ trốn đi. Chiếu theo luật La Mã vào thời đó, nếu chủ bắt được, Ô-nê-sim có thể bị xử tử hình.
Một thời gian sau khi bỏ trốn, Ô-nê-sim gặp Sứ đồ Phao-lô và đã tin nhận Chúa. Sau đó, Ô-nê-sim muốn trở về với chủ của mình.
Phao-lô đã viết thư thỉnh cầu Phi-lê-môn tha thứ cho Ô-nê-sim. Phao-lô xin Phi-lê-môn nhận Ô-nê-sim trở lại, không phải chỉ như một nô lệ, nhưng là một anh em trong Chúa.

## Bố cục
I. Lời chào thăm (1:1-3)
II. Lời cảm tạ và cầu nguyện (1:4-7)
III. Lời thỉnh cầu cho Ô-nê-sim (1:8-21)
IV. Lời chào kết thúc (1:22-25)